# Maurice Bordes
Pour les articles homonymes, voir Bordes.
Maurice Bordes, né le 13 mars 1915 à Lectoure et mort le 16 novembre 2003 dans cette même ville est un historien français.
Maurice Bordes a eu l'agrégation d'histoire en 1943.

## Biographie
Son nom de naissance complet est Maurice Jean Charles Marie Bordes.
Il étudie l'histoire à l'université de Toulouse. Il obtient l'agrégation d'histoire et géographie en 1943, puis soutient sa thèse, consacrée à l'administration de l'intendance d'Auch entre 1751 et 1767 par Antoine Mégret d'Étigny, en 1956. Il est nommé professeur d'histoire moderne dès la création en 1966 de la nouvelle université de Nice où il est directeur du département d'histoire et où il enseigne jusqu'à son départ à la retraite en 1981. Il fait partie du comité de rédaction des Annales du Midi et préside, de 1954 à 1993, la Société archéologique du Gers. Il est l'auteur, le collaborateur ou le directeur de nombre de publications consacrées entre autres à l'histoire de Nice et du Pays niçois, d'Auch et du Pays d'Auch, de Lectoure et de la Gascogne.
Ses travaux sur les institutions de l'Ancien Régime demeurent des références. Durant les années 1960-1980, il contribue activement à faire connaître son domaine de recherche — les municipalités du Midi au XVIIIe siècle — en participant à plusieurs colloques régionaux et en dirigeant des thèses soutenues par ses élèves Michel Derlange et Henri Costamagna.